# Macchia mediterranea
La macchia mediterranea è uno dei principali ecosistemi mediterranei. Si tratta di una formazione vegetale arbustiva costituita tipicamente da specie sclerofille, cioè con foglie persistenti poco ampie, coriacee e lucide, di altezza media variabile dai 50 cm ai 4 metri: spesso si tratta di formazioni derivanti dalla foresta mediterranea sempreverde. 

## Caratterizzazione e classificazione

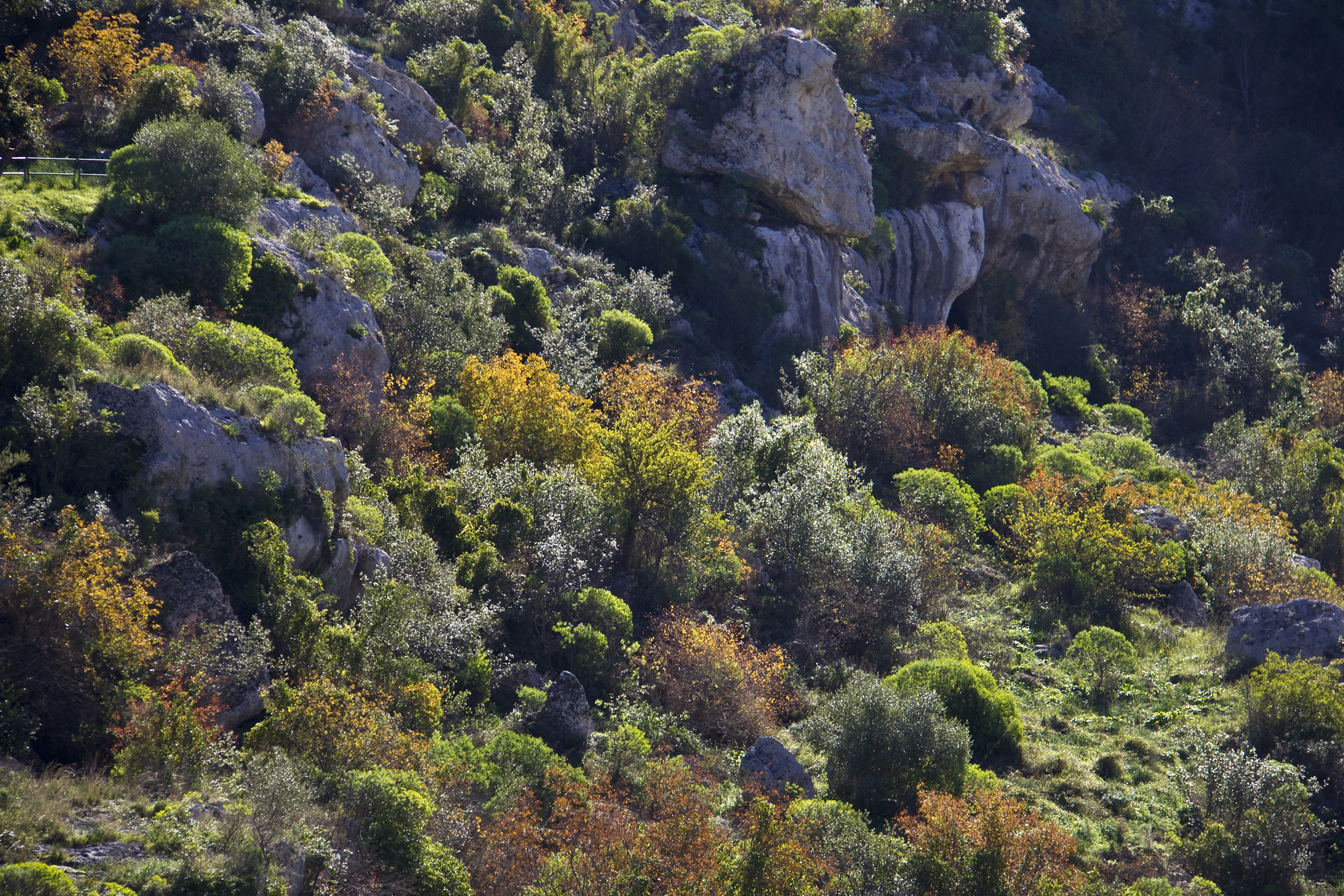
Macchia mediterranea sui Monti Iblei, Sicilia

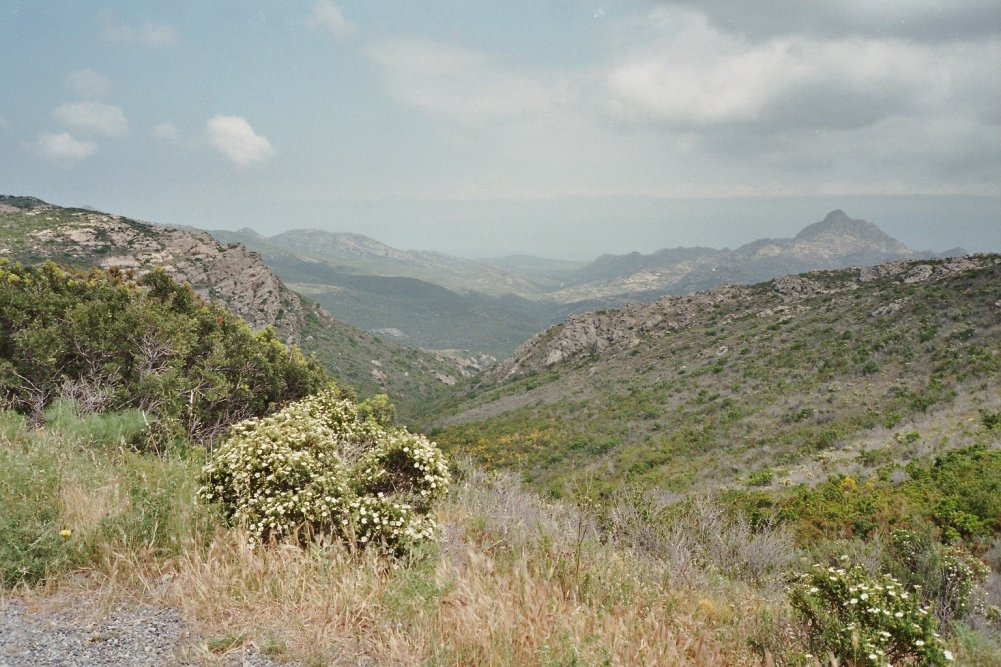
Macchia mediterranea bassa (Corsica)

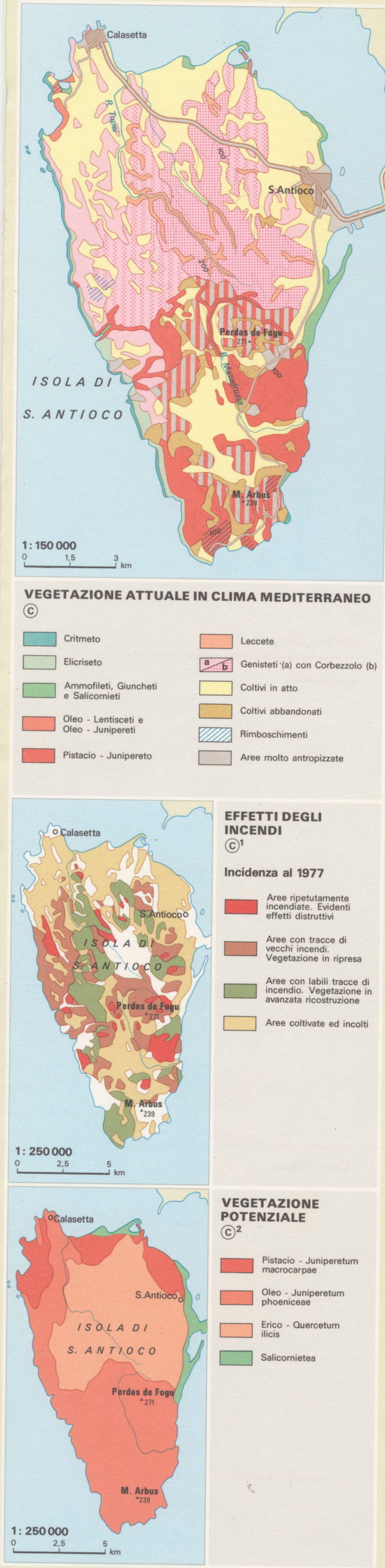
Vegetazione in clima mediterraneo, effetti degli incendi e vegetazione potenziale

La macchia mediterranea propriamente detta non va confusa con altre formazioni arbustive degli ambienti mediterranei, in particolare con la gariga, costituita da arbusti in genere di minore taglia, non sclerofilli, ma spinosi o malacofilli e con la foresta mediterranea, composta dalle stesse specie, ma di dimensioni molto più alte. Scientificamente le macchie rientrano nella classe Quercetea ilicis, mentre le garighe afferiscono ad altre classi, come Rosmarinetea officinalis e Cisto-Lavanduletea. Dal punto di vista dinamico ed ecologico le garighe rappresentano prodotti di estrema degradazione delle macchie e crescono su suoli pietrosi.
La macchia mediterranea si può diversificare per composizione floristica e sviluppo strutturale:
- macchia alta. La vegetazione dello strato superiore è prevalentemente composta da specie a portamento quasi arboreo, con chiome che raggiungono e superano i 4 metri d'altezza. Questa tipologia di macchia rappresenta il punto di passaggio verso il bosco, dove la presenza delle specie del genere Quercus  (leccio e sughera) è significativa ma non rappresentativa (altrimente è da includere nel bosco), come la presenza di individui del genere Phillyrea (ilatro e ilatro sottile), Arbutus unedo (corbezzolo), Erica arborea, alcune specie del genere Juniperus (in particolare Ginepro rosso), il lentisco, carrubo e l'olivastro. Queste macchie in certi casi possono evolvere verso il climax della foresta mediterranea sempreverde.
- macchia in senso stretto, con una altezza sino ai 3 m, con individui policormici, originatisi prevalentemente da seme e rappresenta una fase stabile, come tappa matura piuttosto lunga, dove è significativa la combinazione di specie presenti quale espressione delle condizioni ambientali e fitogeografiche, per esempio olivastro e ginepro, euforbia arborea e olivastro, ilatro, corbezzolo ed erica arborea.
- macchia bassa. La vegetazione dello strato inferiore è prevalentemente composta da specie a portamento arbustivo, con chiome che raggiungono al massimo i 1-2 metri d'altezza. Nella composizione floristica possono entrare specie delle garighe, come l'euforbia arborea, le ginestre e altre cespugliose quali i cisti e il rosmarino. Questa macchia in realtà è una forma di passaggio alla vegetazione di gariga.

La macchia mediterranea presenta una distribuzione prevalente nelle zone caldo-aride, caratterizzate da inverni miti e umidi ed estati calde ed aride, con scarse precipitazioni. Ad effetto di tali condizioni, specie fra gli arbusti, ed in generale, è diffuso il fenomeno della estivazione totale o parziale, cioè le piante concentrano la fase di maggiore vegetazione in inverno o in primavera, mentre sono in parziale o totale stasi vegetativa in estate.
La maggior parte delle zone di macchia mediterranea si sviluppa sui declivi con suolo poco profondo e soggetto a un rapido drenaggio, su cui le formazioni della macchia svolgono una funzione importantissima di difesa del suolo dalla erosione da parte degli agenti atmosferici, assicurando un'efficace regolamentazione idrogeologica.
Costituisce un esempio di microambiente, fornendo nutrimento e riparo a insetti, anfibi, rettili, uccelli e mammiferi. La macchia rappresenta un potenziale stadio di evoluzione verso la formazione forestale della lecceta, la più tipica delle foreste mediterranee.

## Specie arbustive tipiche

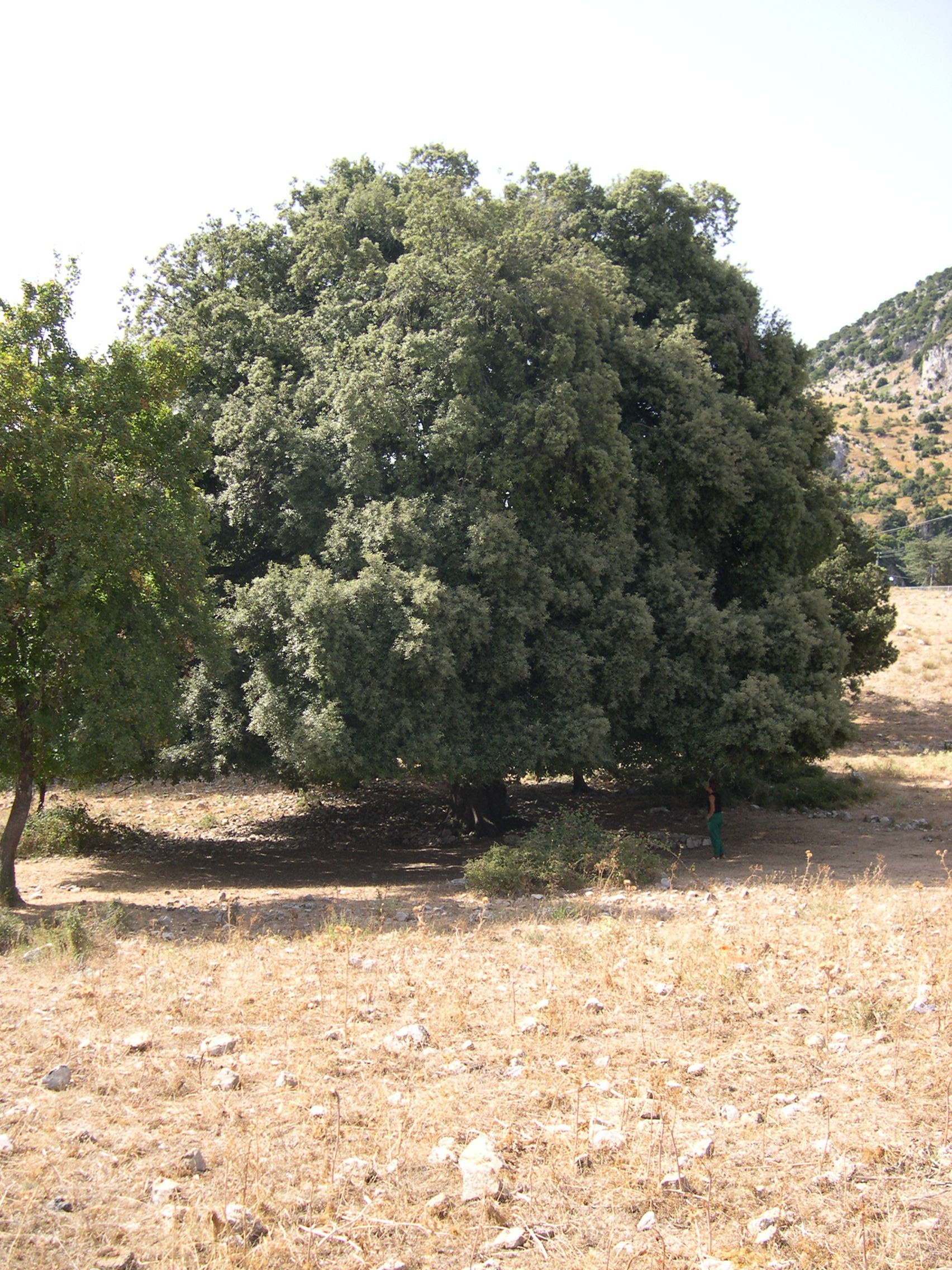
Leccio Quercus ilex
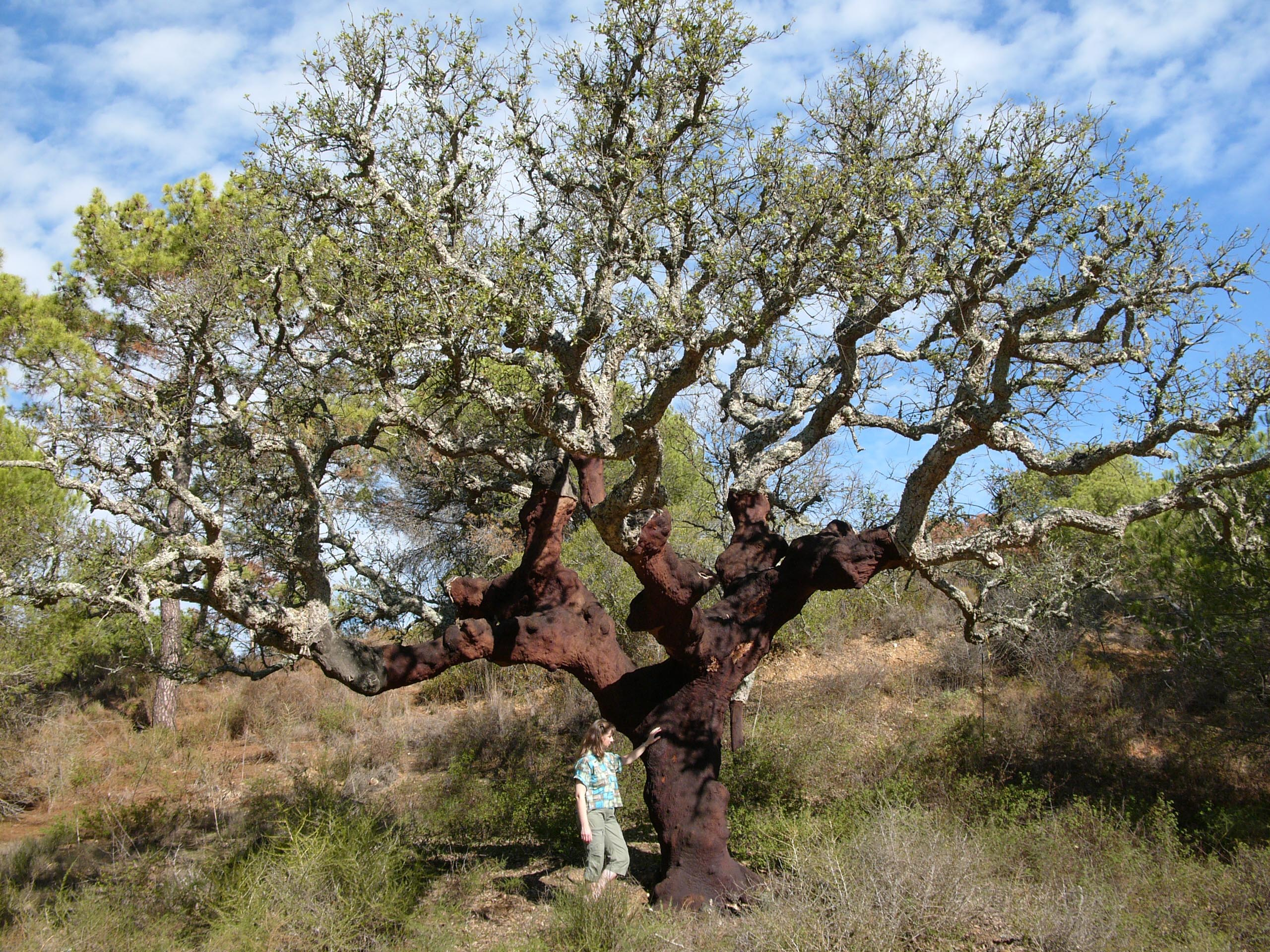
Quercia da sughero Quercus suber
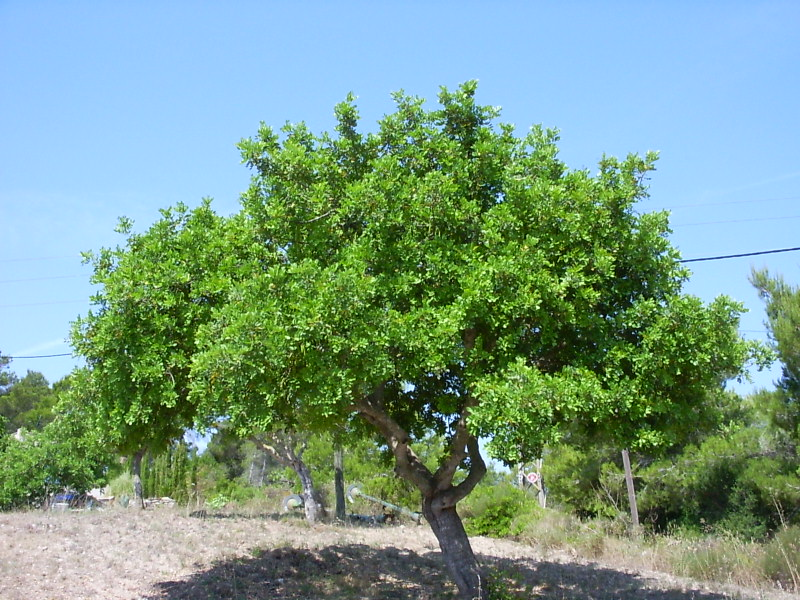
Carrubo Ceratonia siliqua

Fanno parte della macchia mediterranea diverse specie accomunate da alcune caratteristiche (crescita bassa, fusti resistenti, foglie rigide e coriacee) che le rendono capaci di tollerare i venti salmastri che provengono dal mare. Nella seguente eterogenea galleria fotografica figurano anche specie di gariga, come cisti e rosmarino, mentre una, il cappero, è una pianta delle rupi e dei muri. La presenza di alberi determina i primi segnali della fase di maturità della macchia mediterranea, o ancora riporta alla sua origine, come fase transitoria determinata da processi di degradazione legati alle azioni antropiche e parantropiche. Tra le principali specie arboree ricordiamo il leccio (Quercus ilex L.), la sughera (Quercus suber L.) e il carrubo (Ceratonia siliqua L.).
Ecco la lista:

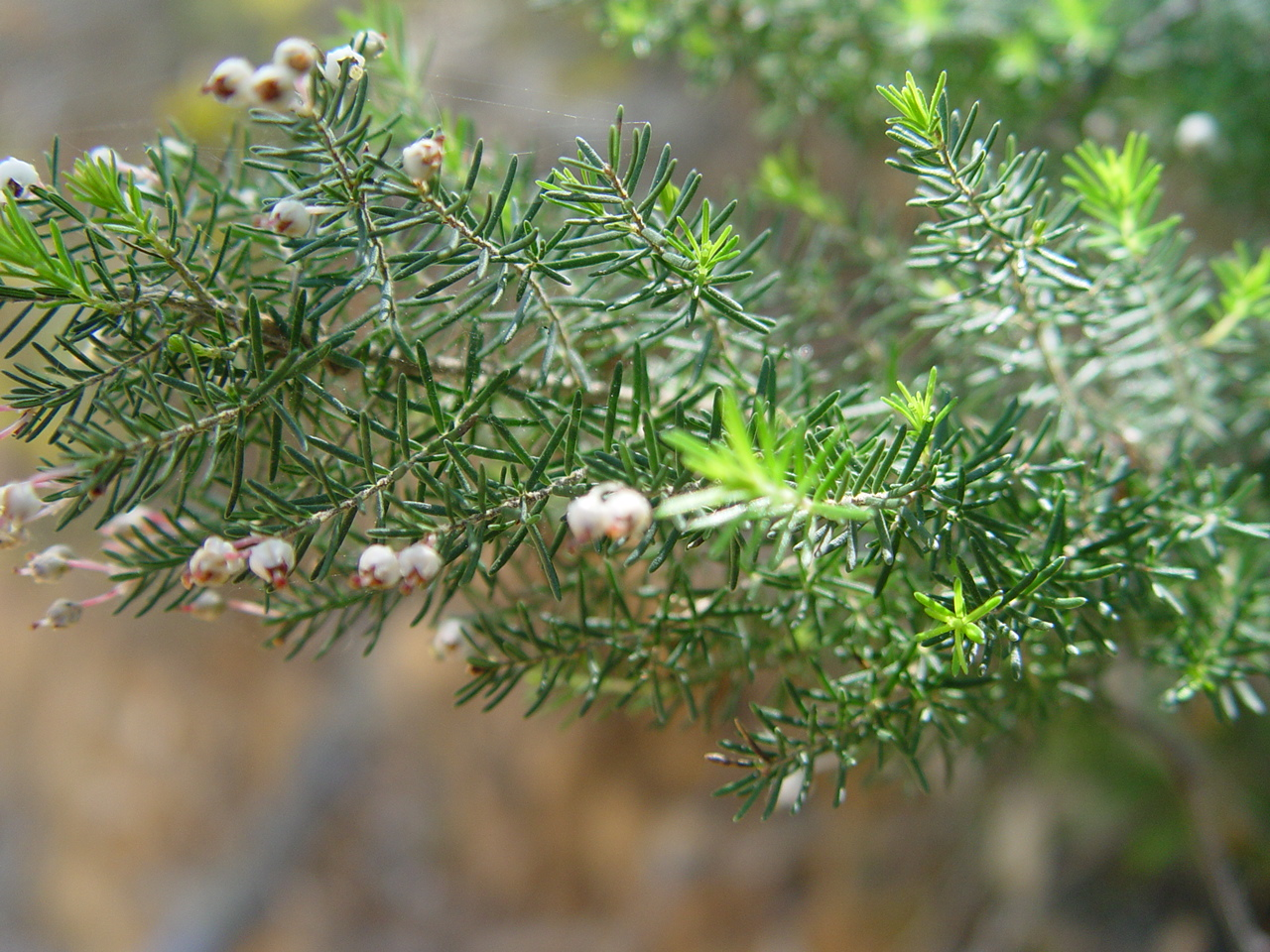
Erica arborea Erica arborea
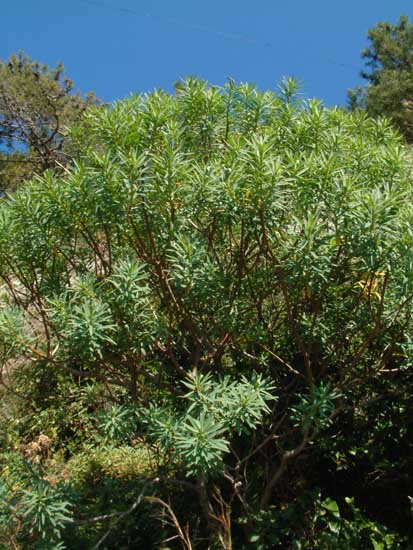
Euforbia arborea Euphorbia dendroides
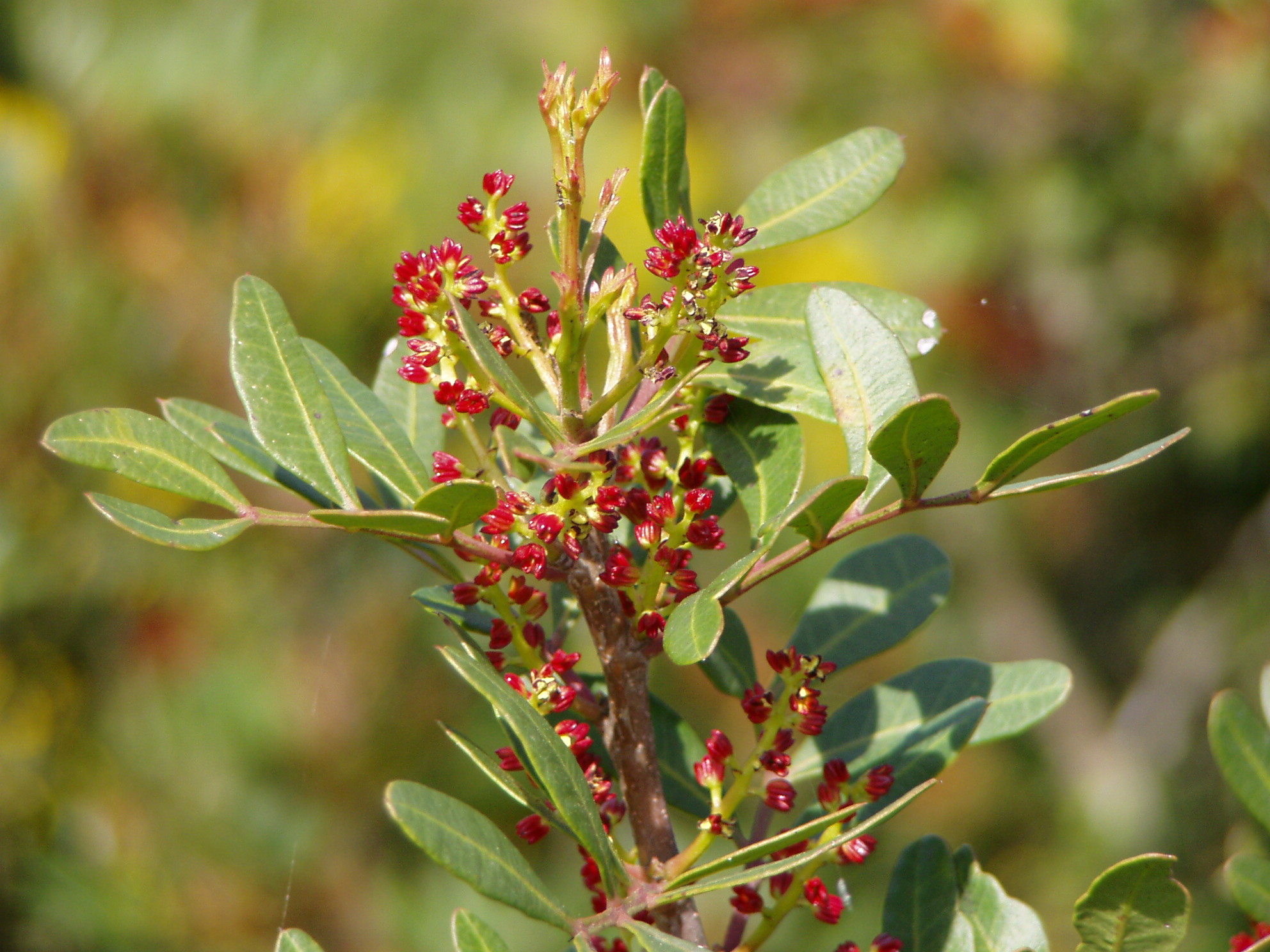
Lentisco Pistacia lentiscus
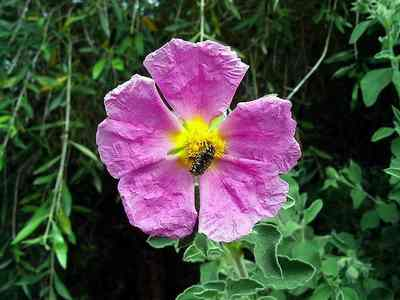
Cisto villoso Cistus incanus
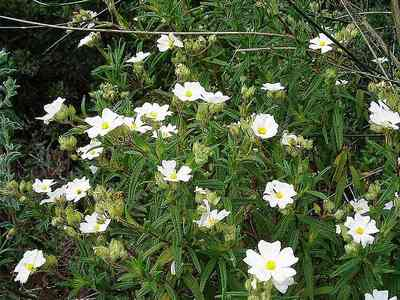
Cisto marino Cistus monspeliensis
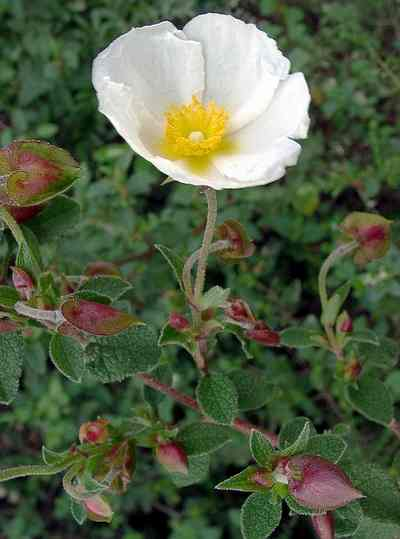
Cisto femmina Cistus salviifolius
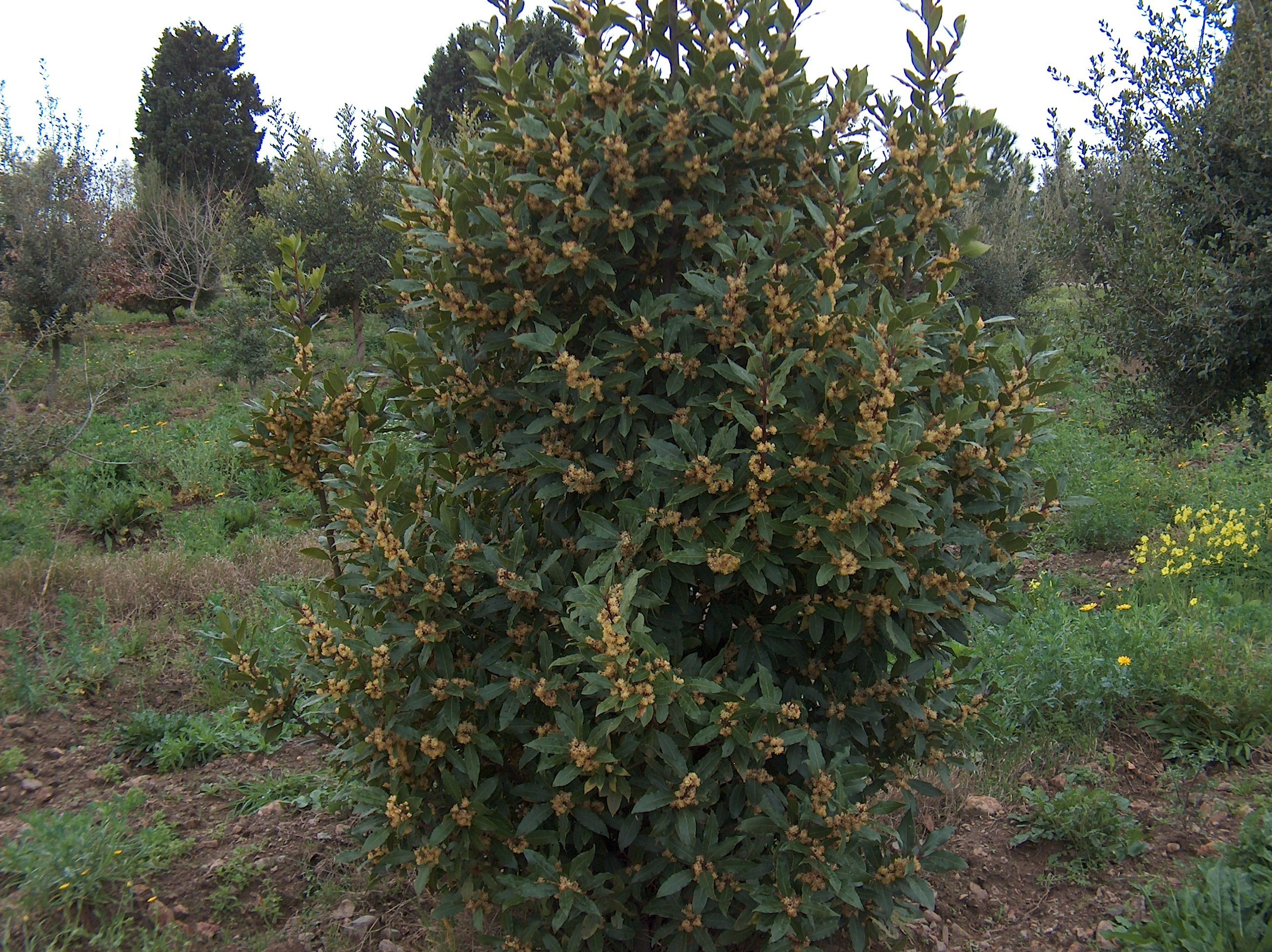
Alloro Laurus nobilis
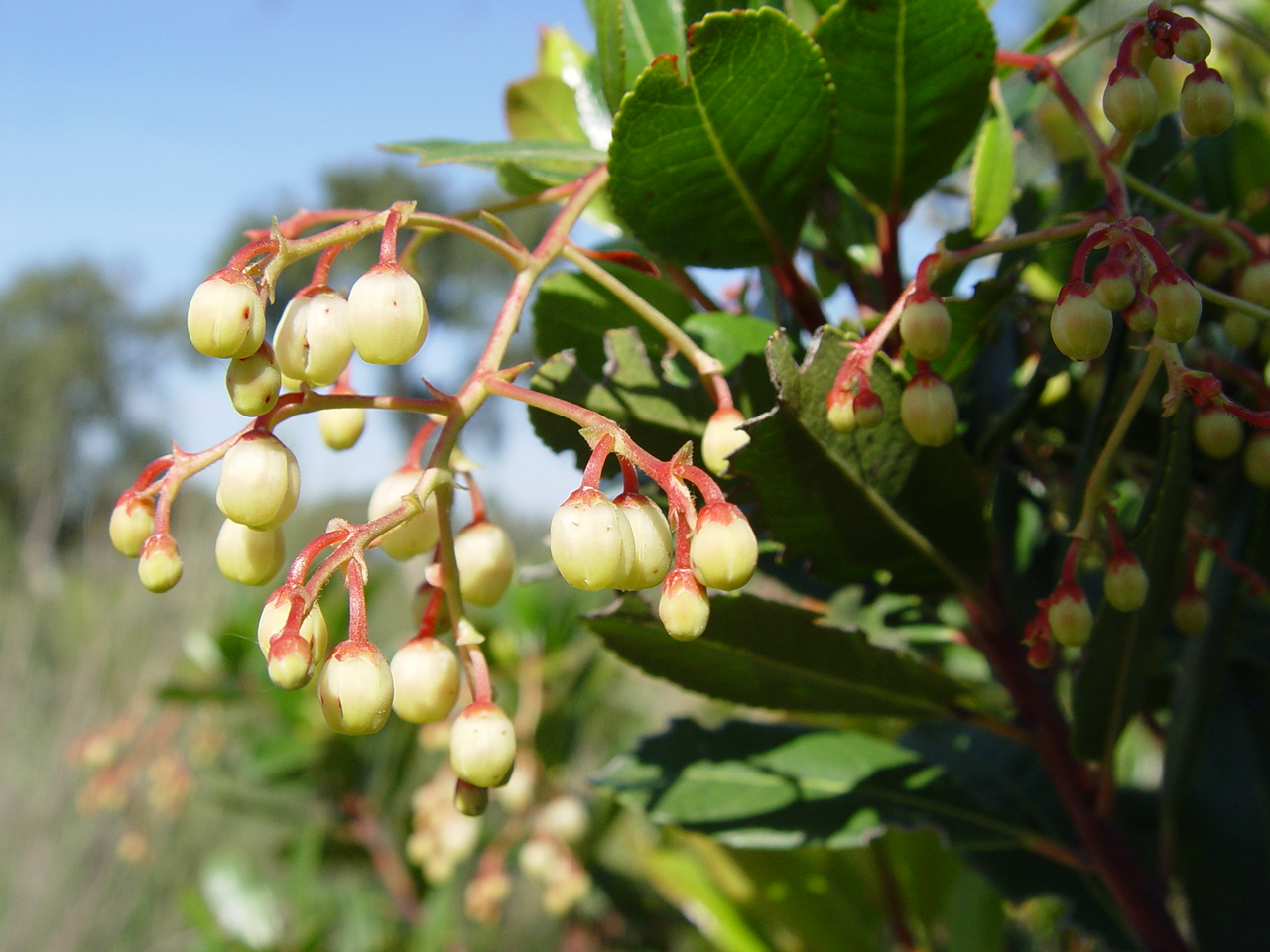
Corbezzolo Arbutus unedo
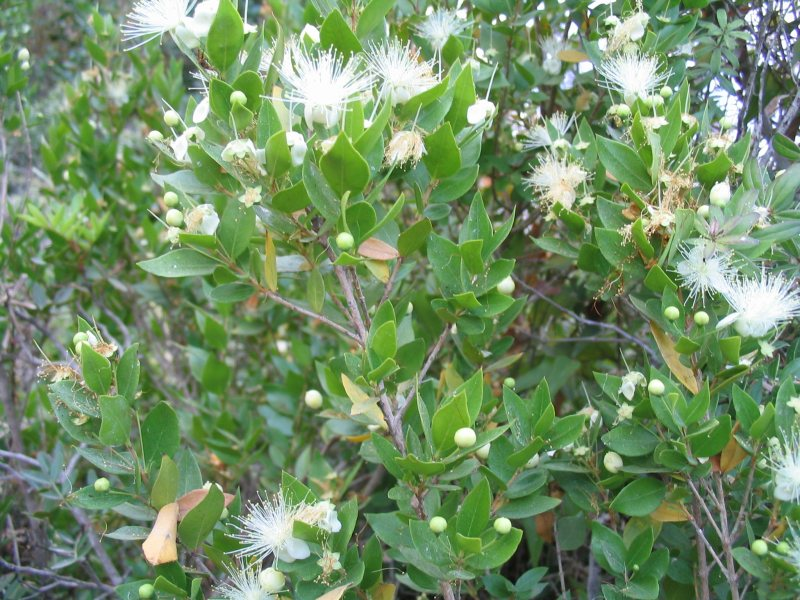
Mirto Myrtus communis
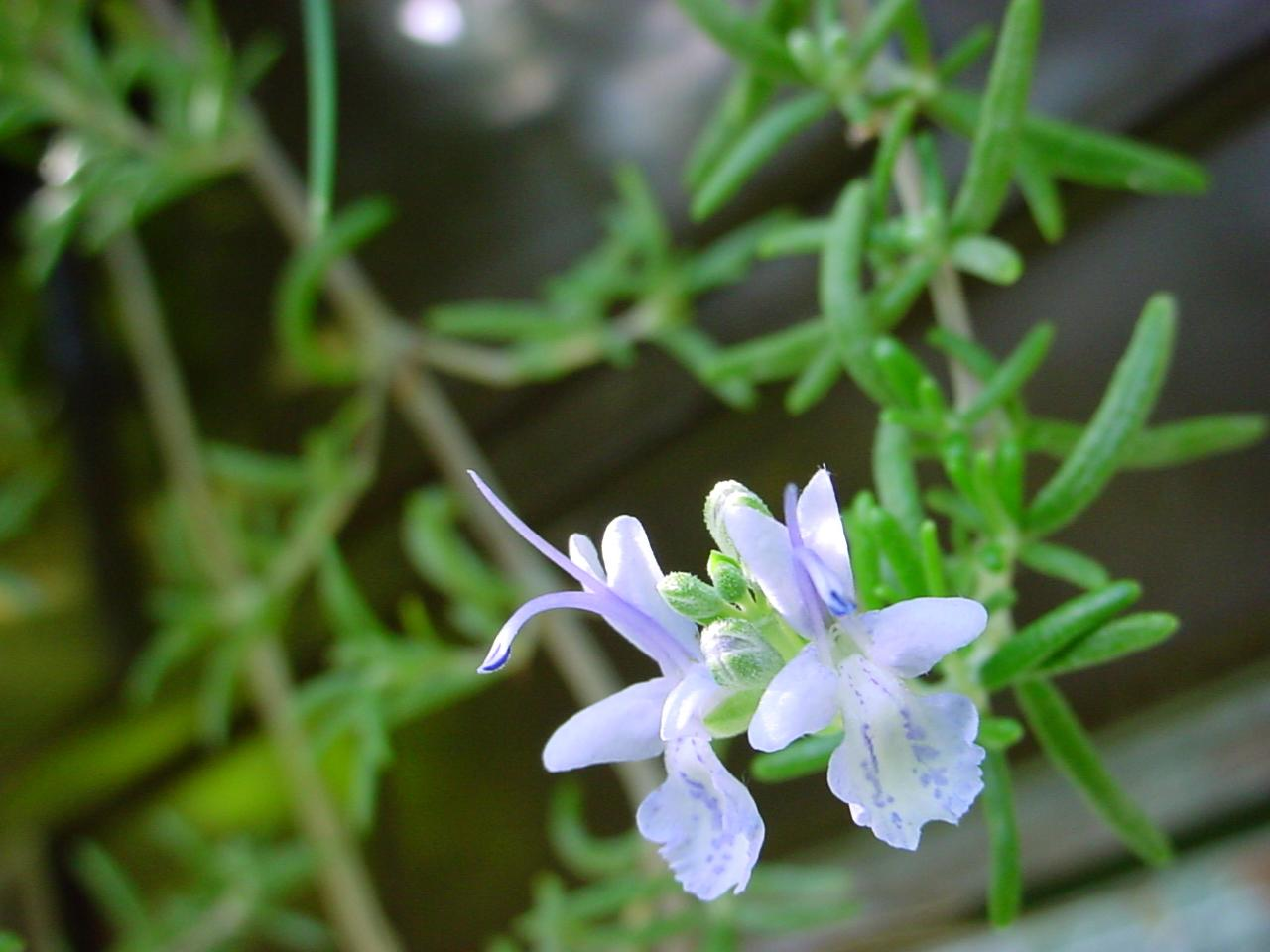
Rosmarino Rosmarinus officinalis
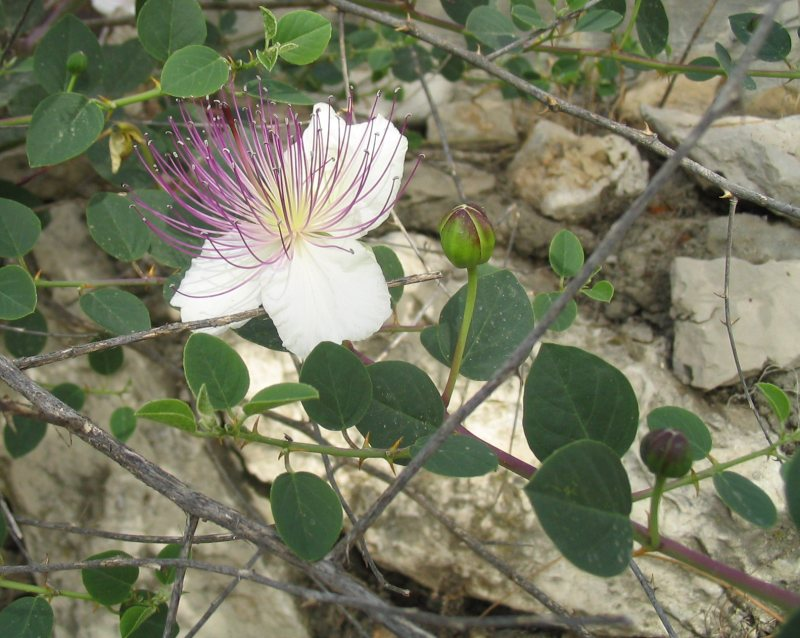
Cappero Capparis spinosa
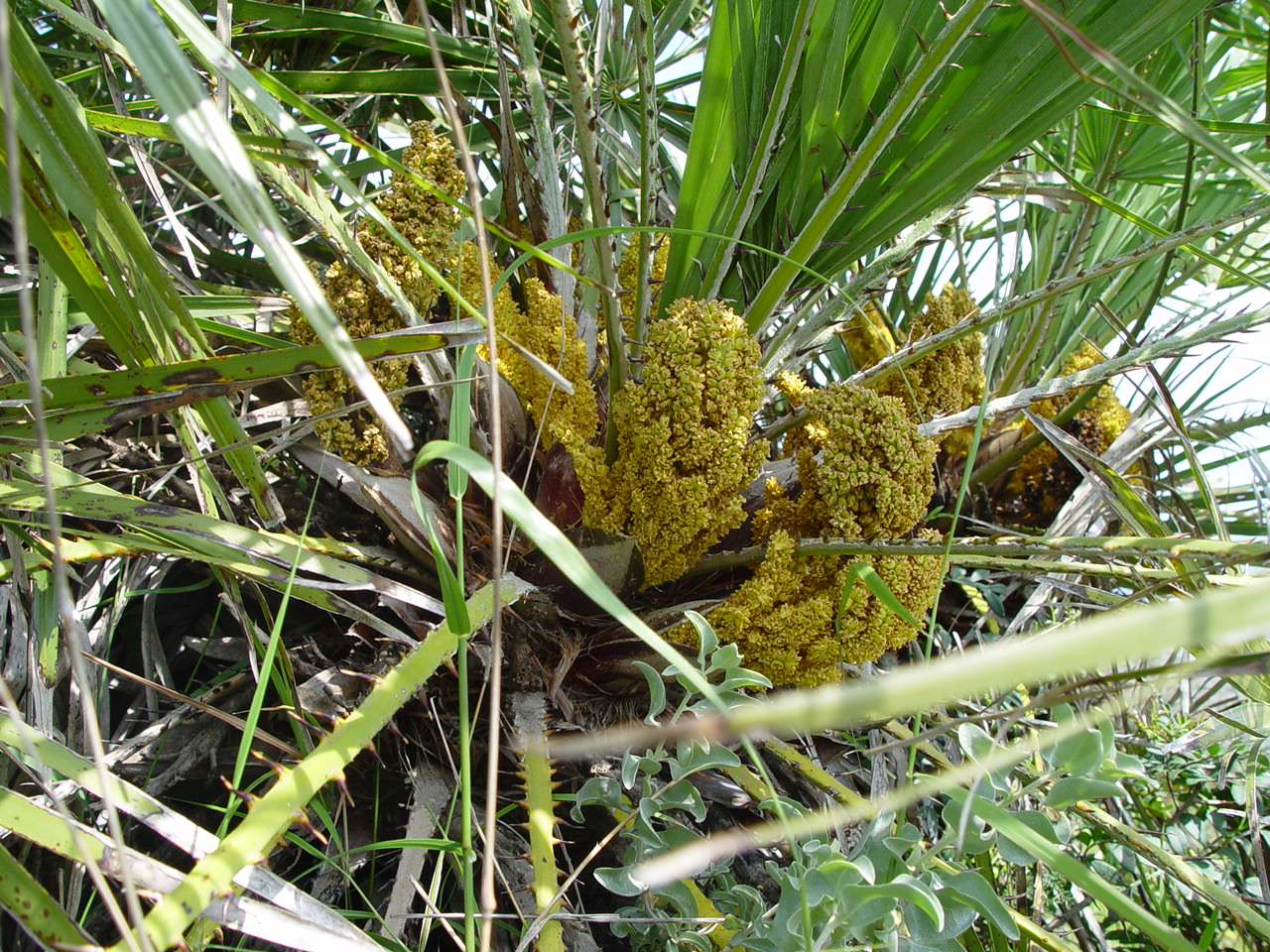
Palma nana Chamaerops humilis
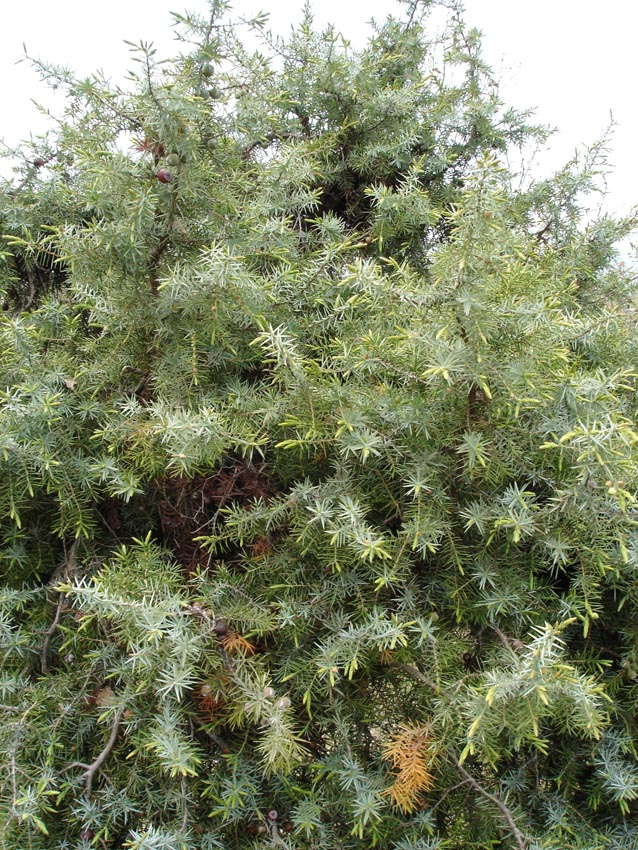
Ginepro rosso Juniperus oxycedrus
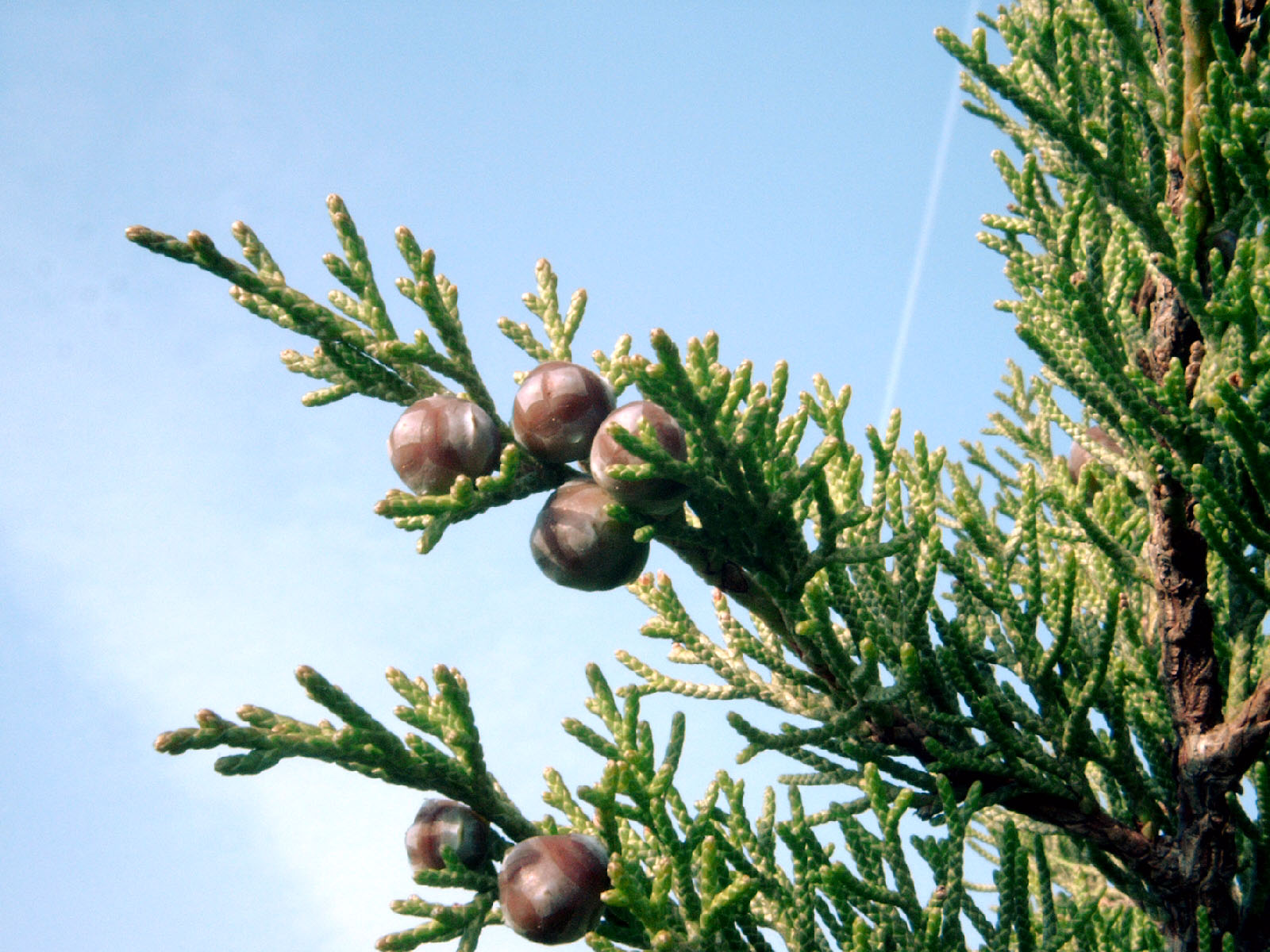
Ginepro licio Juniperus phoenicea
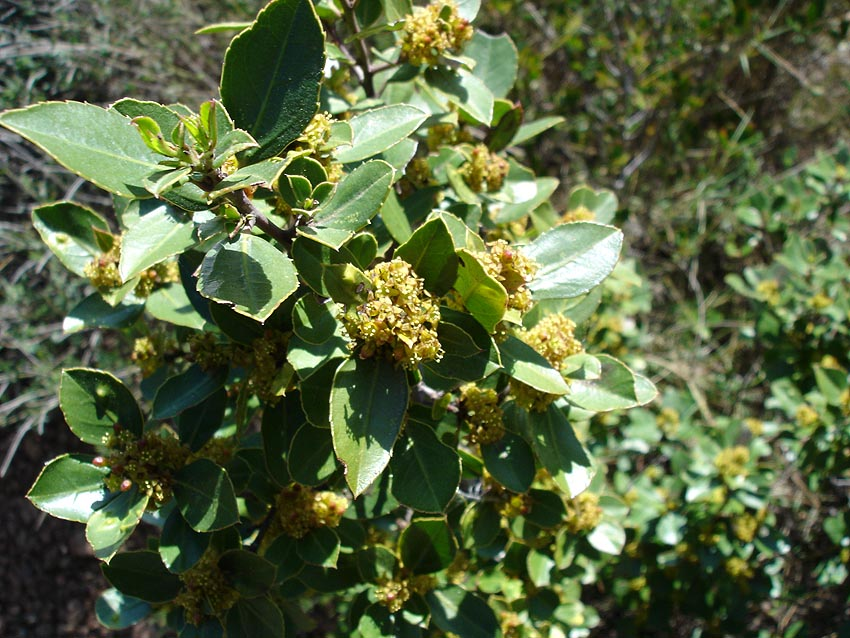
Alaterno Rhamnus alaternus
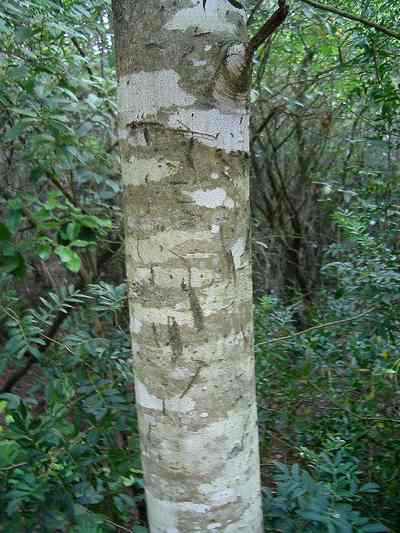
Orniello Fraxinus ornus
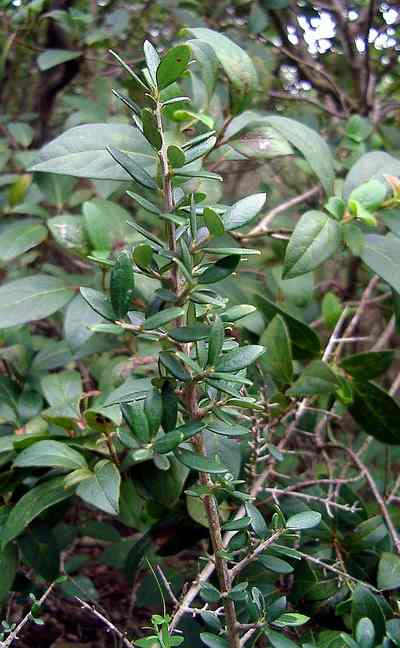
Olivastro (oleastro, olivo selvatico) Olea europaea var. sylvestris
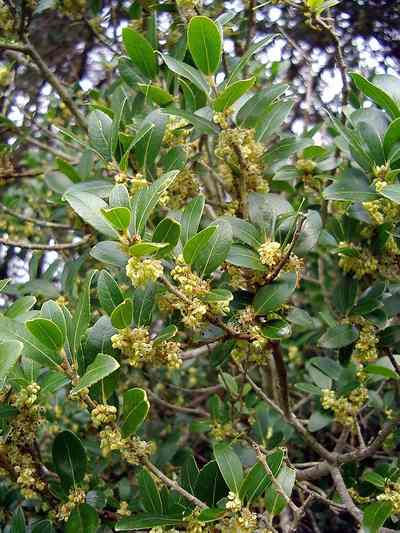
Ilatro Phillyrea latifolia
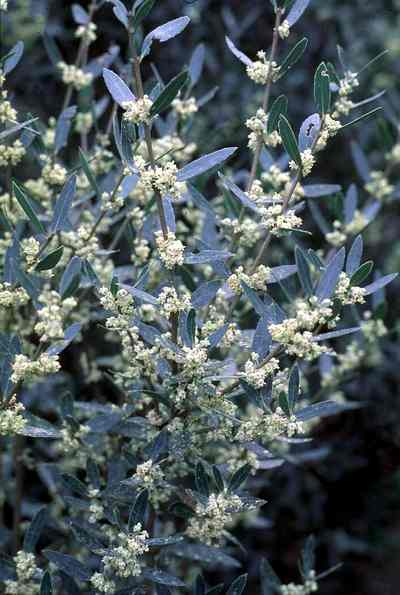
Ilatro sottile Phillyrea angustifolia
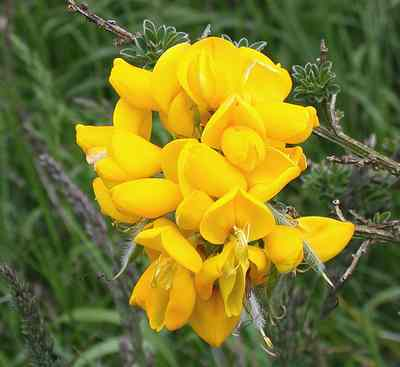
Ginestra dei Carbonai Cytisus scoparius
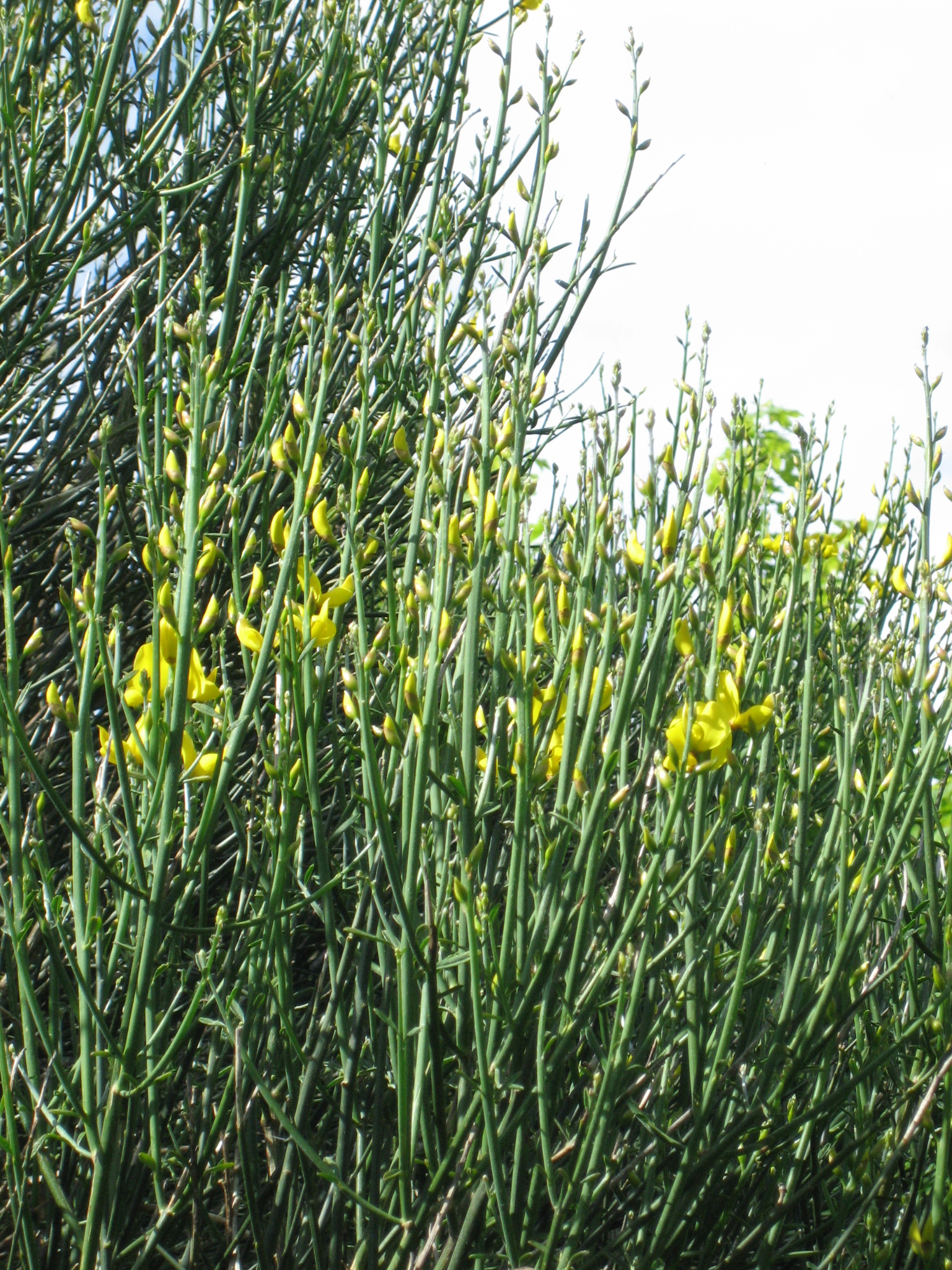
Ginestra odorosa Spartium junceum
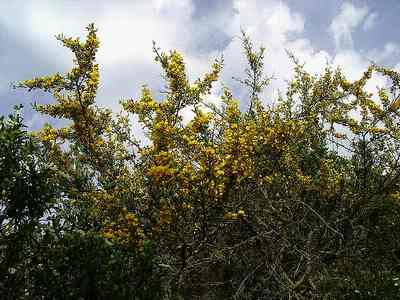
Ginestra spinosa Calicotome spinosa
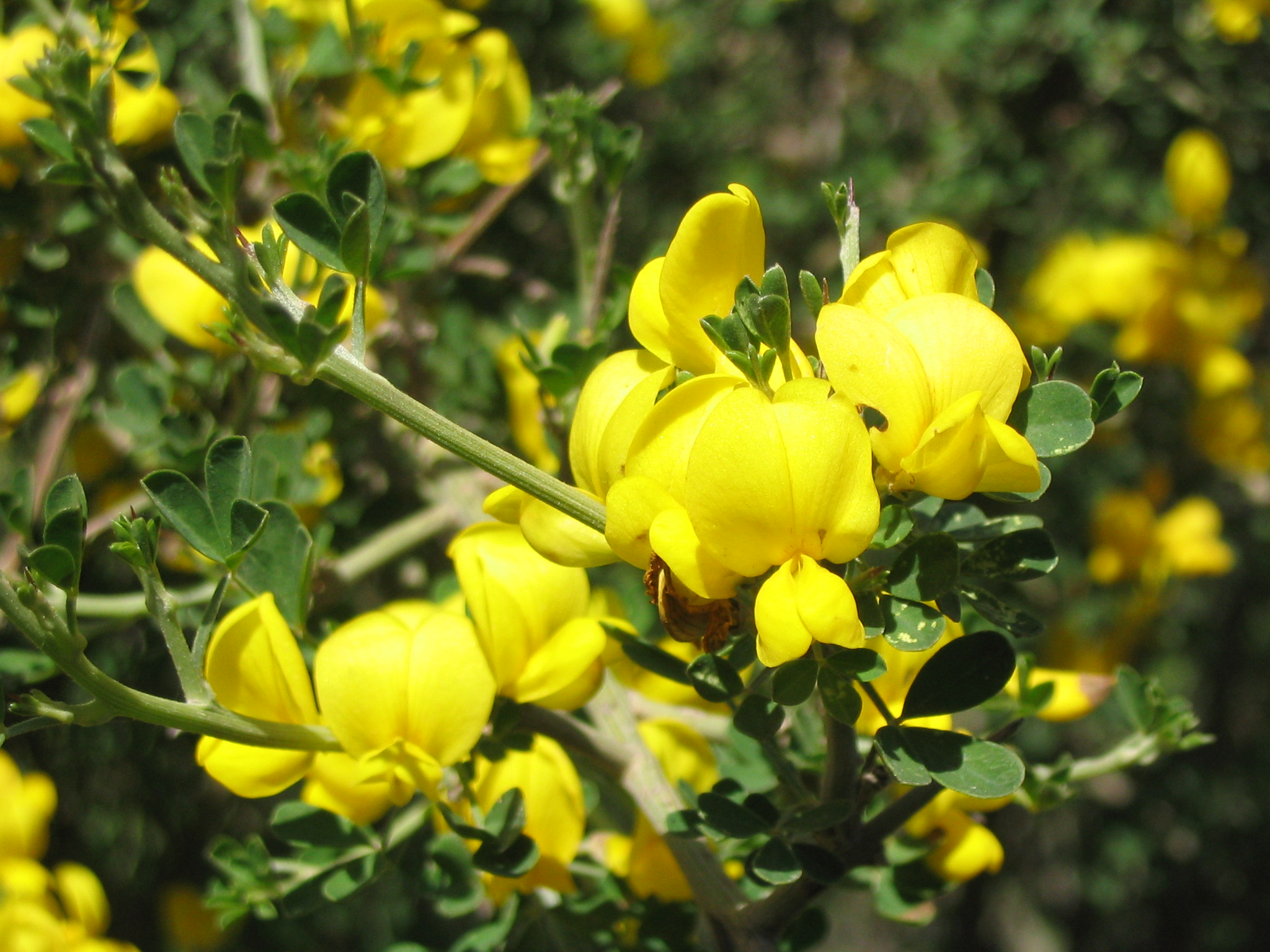
Sparzio villoso Calicotome villosa
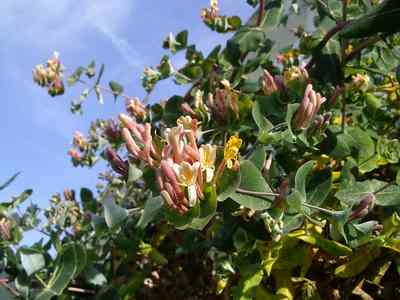
Caprifoglio mediterraneo Lonicera implexa
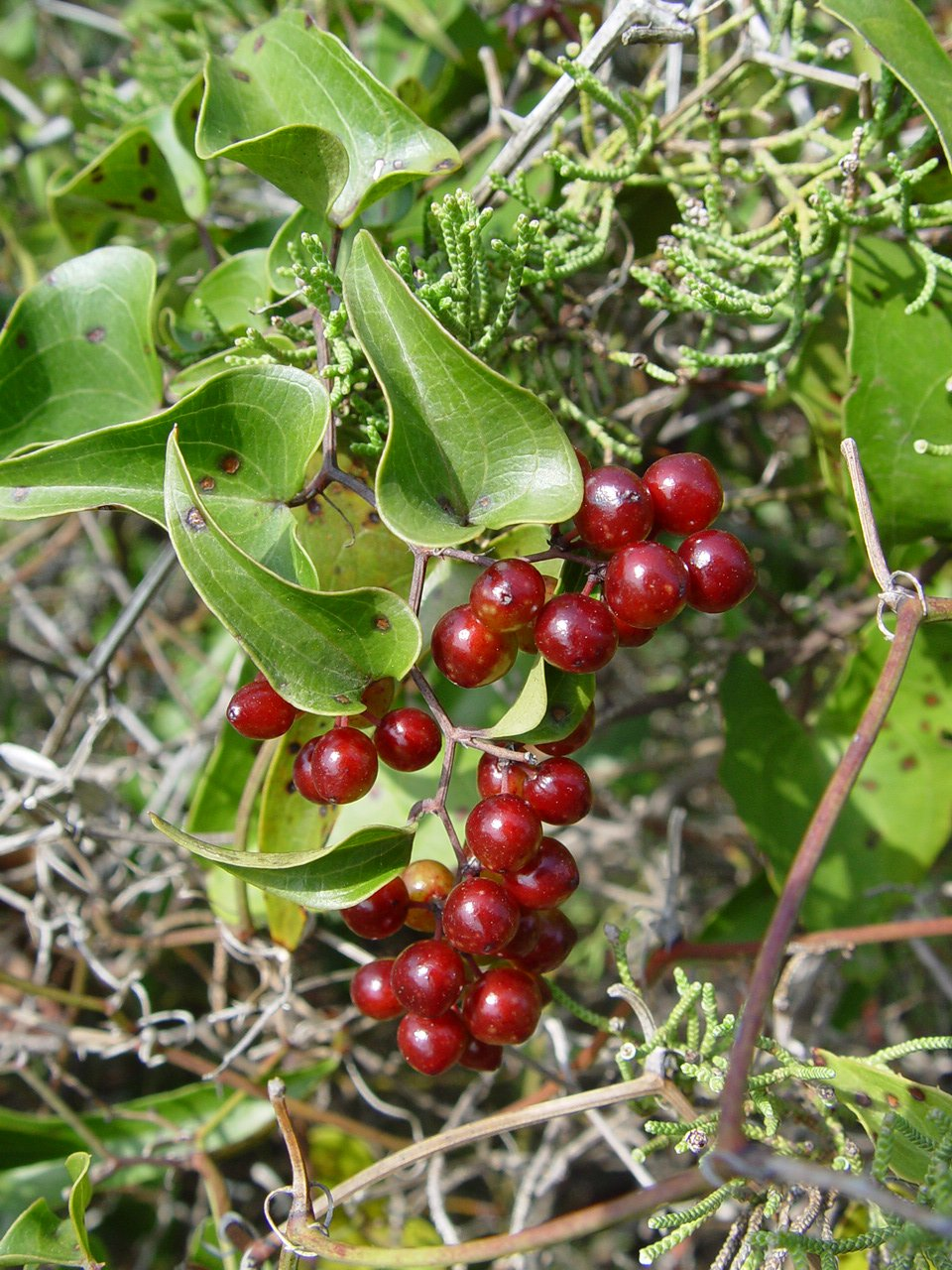
salsapariglia nostrana Smilax aspera
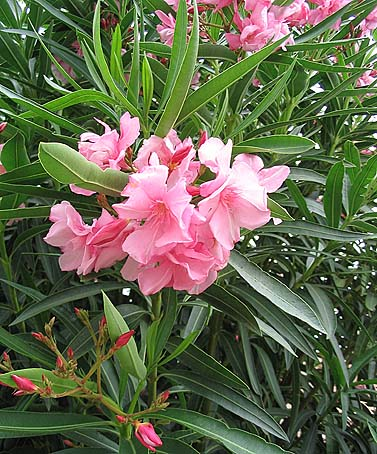
Oleandro Nerium oleander
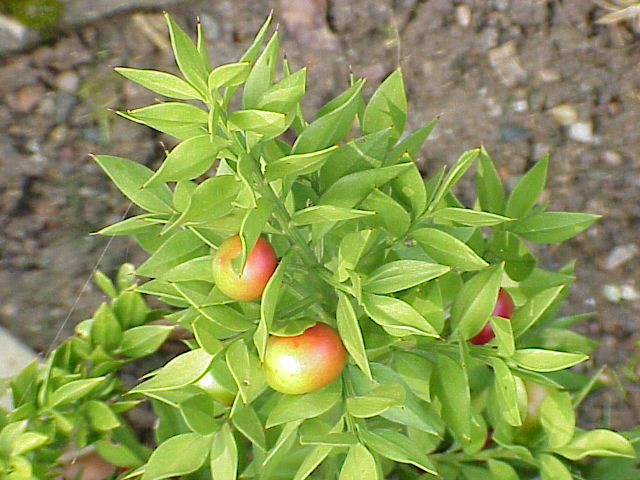
Pungitopo Ruscus aculeatus

- Leccio
Quercus ilex
- Quercia da sughero
Quercus suber
- Carrubo
Ceratonia siliqua

## Silvicoltura
La foresta mediterranea è una fitocenosi che storicamente ha subito uno sfruttamento antropico molto elevato; per questo ora la si ritrova soprattutto allo stato di macchia alta (< di 500 ceppaie/ha).
L'eccessivo sfruttamento delle ceppaie di leccio (ottima legna da carbone), la necessità di pascoli e di campi da arare, sono le cause alla base di questo degrado. 
La selvicoltura di questa fascia vegetazionale, non può che essere costituita da una silvicoltura di prevenzione e tutela; è impossibile pensare in un'ottica a lungo termine ad uno sfruttamento ai fini produttivi.

## Distribuzione

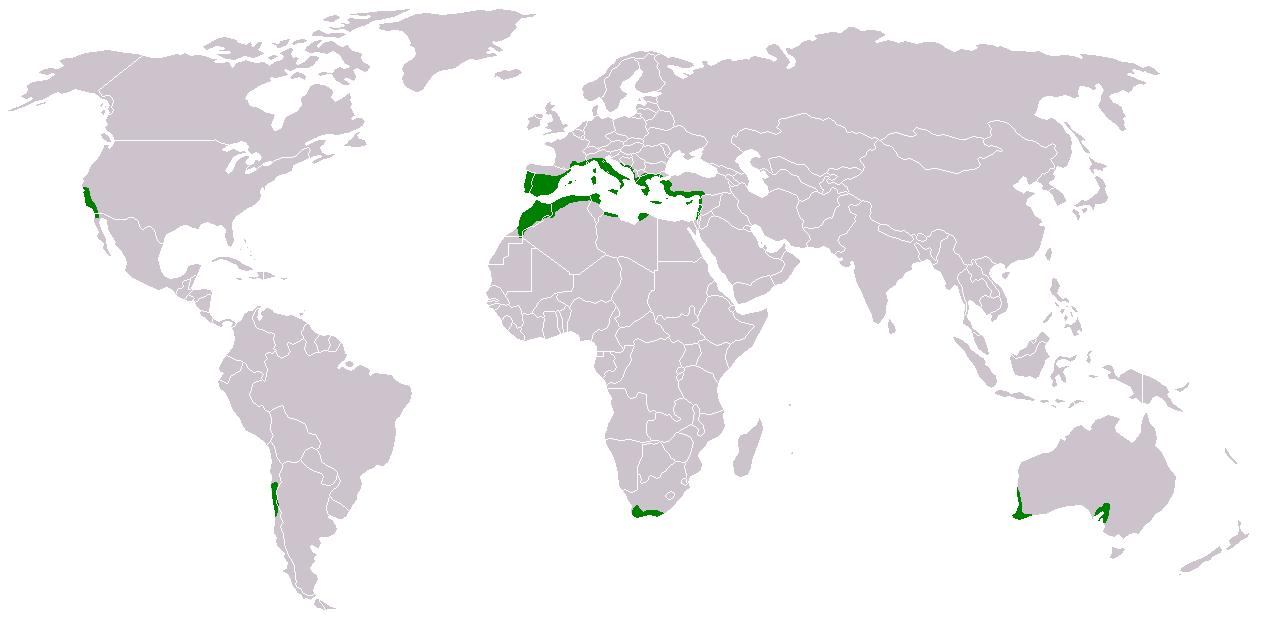
La macchia mediterranea occupa appena il 2% della superficie delle terre emerse del pianeta.

La macchia mediterranea, come suggerisce il nome, è tipica delle terre che si affacciano sul Mar Mediterraneo, oltre che sull'Atlantico, in Marocco e nella parte atlantica della Penisola iberica meridionale.
Formazioni arbustive o arborescenti simili per aspetto a delle macchie, costituite cioè da sclerofille, ma del tutto diverse come specie, si trovano in altre regioni della Terra caratterizzate da condizioni climatiche simili a quelle mediterranee. Prendono nomi diversi: chaparral in California, fynbos in Sudafrica, kwongan nell'Australia occidentale, mallee nell'Australia meridionale, mentre in Cile si usa un termine utilizzato anche in Spagna: matorral.
Queste cinque zone ricoprono appena il 2% della superficie delle terre emerse del pianeta ma ospitano oltre il 20% delle specie del pianeta, rappresentando una riserva di biodiversità.

### Esempi di macchia mediterranea in Italia
- Abruzzo

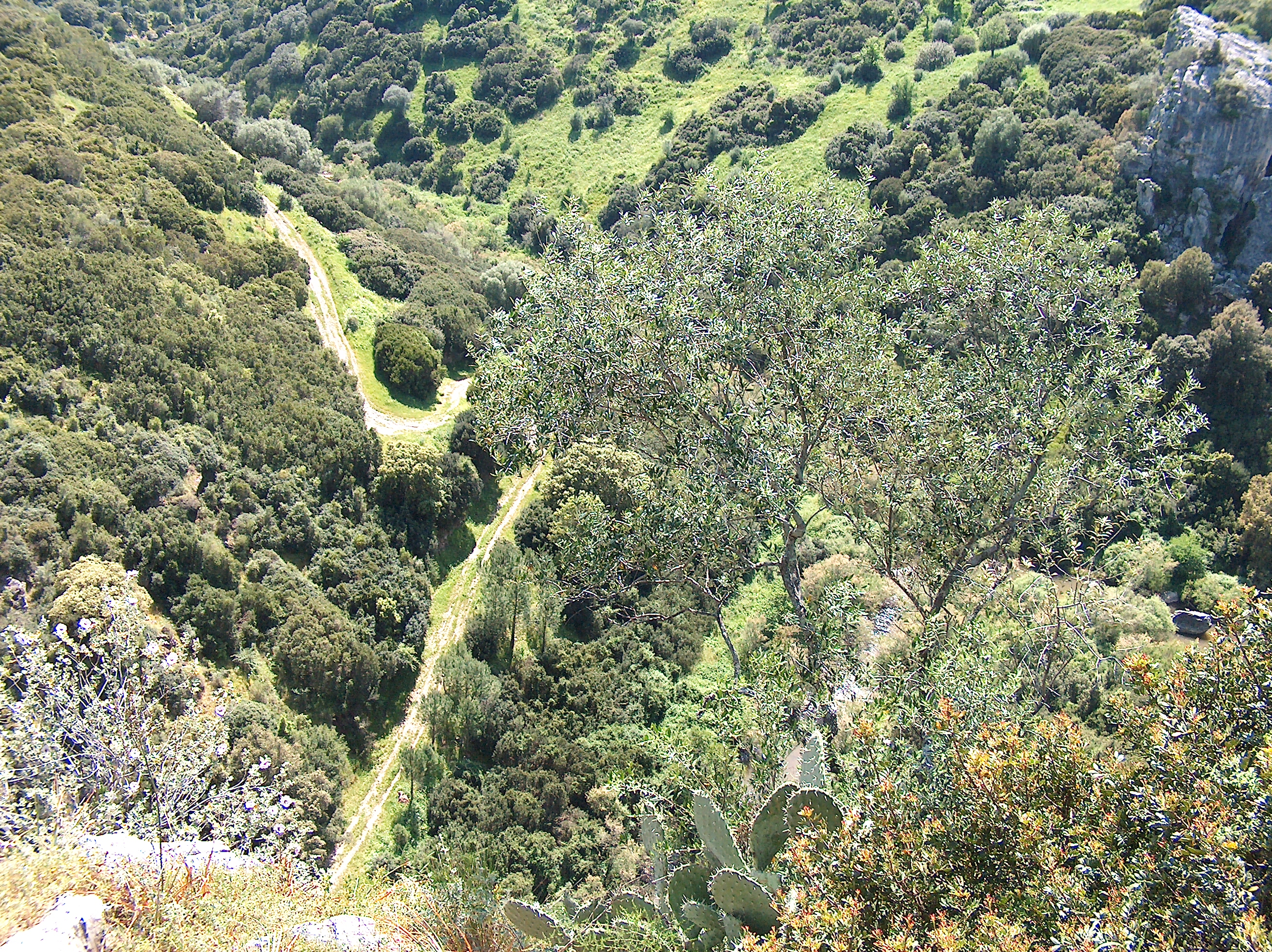
Paesaggio a macchia mediterranea dal Castello di Medusa a Samugheo, Sardegna

  - Riserva naturale guidata Lecceta di Torino di Sangro
  - Riserva Naturale di interesse provinciale Pineta D'Annunziana
- Calabria
  - Parco nazionale dell'Aspromonte
  - Parco nazionale della Sila
  - Parco nazionale del Pollino
  - Valli Cupe
  - Parco fluviale dei Vergari
  - Riserva naturale regionale del Lago di Tarsia
  - Oasi faunistica "Manulata"
  - Oasi naturale del pantano di Saline Joniche
  - Riserva naturale Gariglione - Pisarello
- Campania
  - Parco regionale di Roccamonfina-Foce Garigliano
  - Riserva naturale Foce Volturno - Costa di Licola
  - Parco nazionale del Cilento, Vallo di Diano e Alburni
- Emilia-Romagna
  - Parco regionale storico del Monte Sole
- Lazio
  - Parco naturale dei Monti Aurunci
  - Riserva naturale regionale Tor Caldara
  - Parco regionale della Riviera di Ulisse
  - Parco Nazionale del Circeo
  - Parco Naturale dei Monti Ausoni e Lago di Fondi
- Liguria
  - Parco naturale regionale di Portofino
  - Parco naturale regionale di Porto Venere
  - Riserva naturale regionale di Bergeggi
- Marche
  - Parco regionale del Conero
  - Bosco del Cugnolo
- Puglia
  - Parco Nazionale del Gargano
  - Laghi Alimini
  - Gravina di Laterza
  - Parco naturale regionale Lama Balice
  - Parco naturale regionale Porto Selvaggio e Palude del Capitano
  - Parco Costa Otranto - Santa Maria di Leuca e Bosco di Tricase (Salento)
  - Parco Dune costiere da Torre Canne a Torre San Leonardo
  - Riserva naturale Le Cesine
  - Torre Guaceto
  - Riserva naturale Salina dei Monaci
- Sardegna
  - Parco nazionale dell'Arcipelago di La Maddalena
  - Parco nazionale dell'Isola Asinara
  - Parco regionale naturale di Gutturu Mannu
  - Parco regionale naturale di Tepilora
  - Parco regionale naturale di Porto Conte
  - Isola Tavolara
  - Parco nazionale del Gennargentu
  - Sette Fratelli
  - Monte Arci
  - Goeceano
  - Marghine
  - Monte Ortobene
  - Monti del Gennargentu
  - Baronia
  - Barbagia di Seulo
  - Monti Lula, Bitti e Orune
  - Altopiano di Budduso e Osidda
  - Monte Russu e Costa Paradiso
  - Capo Testa
- Sicilia:
  - Parco dei Nebrodi
  - Parco delle Madonie
  - Riserva naturale orientata dello Zingaro
  - Riserva naturale integrale Lago Preola e Gorghi Tondi
  - Riserva naturale orientata Bosco di Favara e Bosco Granza
  - Giardino della Kolymbetra
  - Riserva naturale orientata Bosco di Santo Pietro
  - Riserva naturale orientata oasi faunistica di Vendicari
  - Riserva naturale dei Monti Sicani

- Toscana:
  - Isola del Giglio (Arcipelago Toscano)
  - Parco naturale della Maremma
- Veneto
  - Colli Euganei
  - Isola di Albarella
  - Delta del Po

- Matera:

• Parco della Murgia Materana